# Oddbjørn Lie
Oddbjørn Lie (Ålesund, 31 agosto 1987) è un ex calciatore norvegese, di ruolo difensore.

## Biografia
È il fratello gemello di Andreas Lie, anch'egli calciatore.

## Carriera

### Club

#### Gli inizi
Cresciuto nell'Herd, Lie si è poi trasferito all'Aalesund. Ha esordito in campionato il 31 ottobre 2004, subentrando ad Erlend Holm nella sconfitta per 2-1 sul campo del Moss, sfida valida per la 30ª giornata della 1. divisjon. Al termine di quella stessa stagione, l'Aalesund è stato promosso in Eliteserien. Lie è rimasto in squadra per il campionato 2005, senza esordire nella massima divisione locale.

#### Hødd
Nel 2006, Lie è passato all'Hødd, in 1. divisjon. Ha debuttato con questa maglia il 23 aprile di quello stesso anno, sostituendo Helge Edinsen nella sconfitta per 5-1 arrivata sul campo del Bodø/Glimt. Ha giocato 5 partite di campionato in questa annata, al termine della quale l'Hødd è retrocesso in 2. divisjon.
La squadra si è riguadagnata la promozione già nel campionato 2007, con Lie che è riuscito a trovare la prima rete in 1. divisjon in data 14 settembre 2008, nella sconfitta per 6-1 patita sul campo del Bryne. L'Hødd è nuovamente retrocesso al termine di quella stagione, tornando in 1. divisjon al termine del campionato 2010.

#### HamKam
Il 13 gennaio 2011, è stato reso noto il passaggio di Lie all'HamKam, in 1. divisjon. Ha esordito con questa maglia il 3 aprile 2011, impiegato da titolare nel pareggio per 1-1 maturato sul campo dell'Asker. Lie è rimasto in forza all'HamKam per un triennio, totalizzando complessivamente 80 presenze e 2 reti, tra tutte le competizioni.

#### Il ritorno all'Aalesund
Il 3 luglio 2013, l'Aalesund ha reso noto l'ingaggio di Lie, che sarebbe tornato in squadra a partire dal 1º gennaio 2014: il giocatore si è legato al club con un contratto triennale. Il 1º maggio 2014 ha avuto così l'opportunità di esordire in Eliteserien, subentrando a Hugues Wembangomo nella sconfitta casalinga per 1-2 contro il Viking.
Il 22 maggio 2016 ha trovato la prima rete in massima divisione, sancendo il successo per 0-1 sul campo del Bodø/Glimt. Alla fine della stagione, ha prolungato l'accordo che lo legava all'Aalesund fino al 31 dicembre 2018.
Al termine del campionato 2017, l'Aalesund è retrocesso in 1. divisjon. Il 20 luglio 2018 ha prolungato il contratto che lo legava al club fino al 31 dicembre 2019. L'8 agosto 2019 ha ulteriormente rinnovcato l'accordo con l'Aalesund, per un'altra stagione. Nel campionato 2019 ha contribuito alla promozione del club in Eliteserien.
Il 12 ottobre 2020, l'Aalesund ha reso noto che il contratto di Lie non sarebbe stato rinnovato.

### Nazionale
Lie ha rappresentato la Norvegia under 19 nel corso del 2006.

## Statistiche

### Presenze e reti nei club
Statistiche aggiornate al 31 dicembre 2020.
| Stagione        | Club            | Campionato      | Campionato | Campionato | Coppe nazionali | Coppe nazionali | Coppe nazionali | Coppe continentali | Coppe continentali | Coppe continentali | Supercoppe | Supercoppe | Supercoppe | Totale | Totale |
| Stagione        | Club            | Comp            | Pres       | Reti       | Comp            | Pres            | Reti            | Comp               | Pres               | Reti               | Comp       | Pres       | Reti       | Pres   | Reti   |
| --------------- | --------------- | --------------- | ---------- | ---------- | --------------- | --------------- | --------------- | ------------------ | ------------------ | ------------------ | ---------- | ---------- | ---------- | ------ | ------ |
| 2004            | Aalesund        | 1D              | 1          | 0          | CN              | ?               | ?               | -                  | -                  | -                  | -          | -          | -          | 1+     | 0+     |
| 2005            | Aalesund        | ES              | 0          | 0          | CN              | 1               | 0               | -                  | -                  | -                  | -          | -          | -          | 1      | 0      |
| 2006            | Hødd            | 1D              | 5          | 0          | CN              | ?               | ?               | -                  | -                  | -                  | -          | -          | -          | 5+     | 0+     |
| 2007            | Hødd            | 2D              | ?          | ?          | CN              | ?               | ?               | -                  | -                  | -                  | -          | -          | -          | ?      | ?      |
| 2008            | Hødd            | 1D              | 29         | 1          | CN              | ?               | ?               | -                  | -                  | -                  | -          | -          | -          | 29+    | 1+     |
| 2009            | Hødd            | 2D              | ?          | ?          | CN              | ?               | ?               | -                  | -                  | -                  | -          | -          | -          | ?      | ?      |
| 2010            | Hødd            | 2D              | ?          | ?          | CN              | ?               | ?               | -                  | -                  | -                  | -          | -          | -          | ?      | ?      |
| Totale Hødd     | Totale Hødd     | Totale Hødd     | 34+        | 1+         |                 | ?               | ?               |                    | -                  | -                  |            | -          | -          | 34+    | 1+     |
| 2011            | HamKam          | 1D              | 26         | 0          | CN              | 2               | 0               | -                  | -                  | -                  | -          | -          | -          | 28     | 0      |
| 2012            | HamKam          | 1D              | 18         | 0          | CN              | 0               | 0               | -                  | -                  | -                  | -          | -          | -          | 18     | 0      |
| 2013            | HamKam          | 1D              | 29+1       | 2+0        | CN              | 4               | 0               | -                  | -                  | -                  | -          | -          | -          | 34     | 2      |
| Totale HamKam   | Totale HamKam   | Totale HamKam   | 73+1       | 2+0        |                 | 6               | 0               |                    | -                  | -                  |            | -          | -          | 80     | 2      |
| 2014            | Aalesund        | ES              | 25         | 0          | CN              | 3               | 0               | -                  | -                  | -                  | -          | -          | -          | 28     | 0      |
| 2015            | Aalesund        | ES              | 21         | 0          | CN              | 3               | 0               | -                  | -                  | -                  | -          | -          | -          | 24     | 0      |
| 2016            | Aalesund        | ES              | 26         | 1          | CN              | 1               | 0               | -                  | -                  | -                  | -          | -          | -          | 27     | 1      |
| 2017            | Aalesund        | ES              | 26         | 0          | CN              | 4               | 0               | -                  | -                  | -                  | -          | -          | -          | 30     | 0      |
| 2018            | Aalesund        | 1D              | 26+4       | 1+1        | CN              | 0               | 0               | -                  | -                  | -                  | -          | -          | -          | 30     | 2      |
| 2019            | Aalesund        | 1D              | 20         | 1          | CN              | 3               | 1               | -                  | -                  | -                  | -          | -          | -          | 23     | 1      |
| 2020            | Aalesund        | ES              | 13         | 0          | -               | -               | -               | -                  | -                  | -                  | -          | -          | -          | 13     | 0      |
| Totale Aalesund | Totale Aalesund | Totale Aalesund | 158+4      | 3+1        |                 | 15+             | 1+              |                    | -                  | -                  |            | -          | -          | 177+   | 5+     |
| Totale          | Totale          | Totale          | 265+5+     | 6+1+       |                 | 21+             | 1+              |                    | -                  | -                  |            | -          | -          | 291+   | 8+     |

## Palmarès

### Club

#### Competizioni nazionali
- 1. divisjon: 1

Aalesund: 2019